# Cabral (kommun)
Cabral är en kommun i Dominikanska republiken.   Den ligger i provinsen Barahona, i den sydvästra delen av landet, 130 km väster om huvudstaden Santo Domingo. Antalet invånare i kommunen är cirka 14 800.
Terrängen i Cabral är varierad.